# Alessandra Sensini
Alessandra Sensini (Grosseto, 26 januari 1970) is een Italiaanse windsurfster. Ze won vier Olympische medailles, waaronder goud in 2000, werd vier keer wereldkampioen windsurfen en 3 keer Europees kampioen.
Sensini begon met zwemmen op zesjarige leeftijd, en beoefende ook sporten als volleybal, cross-country en basketbal. In 1982 stond ze voor het eerst op een surfplank. Ze begon wedstrijden te varen, eerst op Italiaans niveau maar steeds meer internationaal. Haar doorbraak was een derde plaats op het Jeugd-WK van 1987.
De eerste Olympische deelname van Sensini was op de Spelen van 1992 in Barcelona. Op de Lechner-zeilplank voer ze naar de zevende plaats. Over een periode van twintig jaar volgden nog vijf deelnames aan de Olympische Spelen. In 1996 won ze haar eerste Olympische medaille door als derde te eindigen op de Mistral. Vier jaar later op de Spelen van 2000 in Sydney won ze goud. Op de Spelen van 2004 in Athene pakte ze het brons. Vier jaar later won ze het zilver op de Spelen van 2008 in Peking. In 2012 in Londen was een negende plaats het resultaat.
Sensini won in 1997 zilver op het wereldkampioenschap windsurfen. In 2000 pakte ze haar eerste eindoverwinning, iets wat ze herhaalde in 2004, 2006 en 2008. Verder behaalde ze nog tweemaal zilver (2002 en 2010) en eenmaal brons (2012). Ook op het Europees kampioenschap was Sensini veelvuldig aanwezig op het podium: drie keer goud (1997, 2001 en 2002), vier keer zilver (1988, 2000, 2003 en 2007) en twee keer brons (1998 en 1999).

## Overig
Op 3 oktober 2000 werd Sensini benoemd tot Commandeur in de Orde van Verdienste van de Republiek Italië. Op 1 september 2008 werd ze bevorderd tot Grootofficier. In datzelfde jaar won ze de belangrijkste zeilprijs ter wereld, de ISAF World Sailor of the Year Award. Voor de Europese verkiezingen van 2009 was Sensini kandidaat voor de Democratische Partij in het kiesdistrict Centrum.

## Palmares
- 1988 - EK,
- 1992 - OS, 7e
- 1996 - OS,
- 1997 - EK,
- 1997 - WK,
- 1998 - EK,
- 1999 - EK,
- 2000 - WK,
- 2000 - EK,
- 2000 - OS,
- 2001 - EK,
- 2002 - EK,
- 2002 - WK,
- 2003 - EK,
- 2004 - WK,
- 2004 - OS,
- 2006 - WK,
- 2007 - EK,
- 2008 - OS,
- 2008 - WK,
- 2010 - WK,
- 2012 - WK,
- 2012 - OS, 9e

1992: Barbara Kendall ·
1996: Lee Lai Shan ·
2000: Alessandra Sensini ·
2004: Faustine Merret ·
2008: Yin Jian ·
2012: Marina Alabau ·
2016: Charline Picon ·
2020: Lu Yunxiu ·
2024: Marta Maggetti
- International Standard Name Identifier: 0000 0000 8032 5243
- Library of Congress Control Number: no2010101426
- Istituto Centrale per il Catalogo Unico: CFIV255120
- Virtual International Authority File: 121717641
- WorldCat: E39PBJh4rthHJQfp4f8kmMdYT3